# Conamara

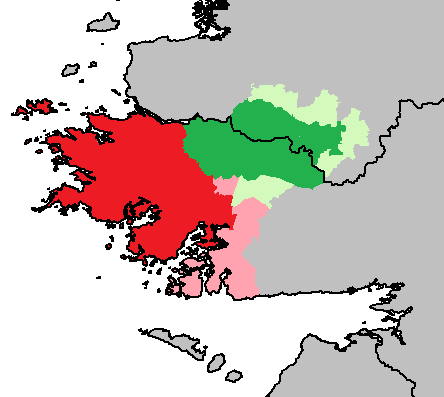
El verd indica Joyce Country, amb verd clar mostra una major extensió; el vermell indica Conamara, amb el rosa mostrant una àrea més gran que l'actual (més enllà a l'oest del Corrib)

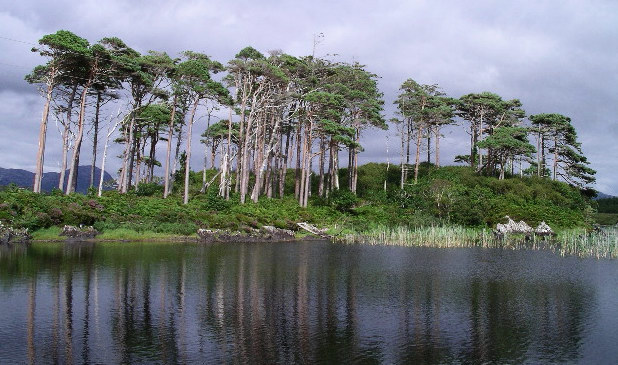
Llac Derryclare.

Conamara (en anglès: Connemara), que deriva de Conmhaicne Mara (descendents de Con Mhac, del mar), és una zona a l'oest d'Irlanda que comprèn una àmplia península entre el port de Killary i la badia Cuan Chill Chiaráin/Badia de Kilkieran a l'oest del Comtat de Galway o sud-oest de Connacht. Els Conmhaicne Mara era una branca dels Conmhaicne, un antic grup tribal que tenia un gran nombre de ramificacions localitzades en diferents parts de Connacht. Com que aquesta ramificació dels Conmhaicne estava localitzada al costat del mar, van passar a ser coneguts com els Conmhaicne Mara (del Mar). Conamara abasta el territori de Iar Connacht, "Connacht oest", que és una porció del Llac Corrib a l'oest del Comtat de Galway i una part del Comtat de Mayo. Conamara estava tradicionalment dividida en Conamara Nord i Conamara Sud. Les muntanyes de Na Beanna Beola/ Twelve Pins i el riu Owenglin, que flueix cap al mar a An Clochán/Clifden, marquen la frontera entre ambdues parts. Conamara està esquitxada a l'oest, sud i nord per l'oceà Atlàntic. La resta de les terres de Connemara que limiten amb el Comtat de Galway venen marcades pel riu Invermore, el llac Corrib, i el vessant oest de les muntanyes Maumturks.
El terme Conamara és actualment usat (equivocadament) per descriure tot el Comtat de Galway a l'oest del Llac Corrib. Connemara és també usat per descriure la Gaeltacht (les zones on encara es parla irlandès) a l'oest de Galway. La religió catòlica és majoritària a la zona i compta amb cinc parròquies. La costa de Conamara està formada per un gran nombre de penínsules. La principal ciutat de Conamara és Clifden. L'àrea al seu voltant és rica en conjunts megalítics. Té una població de 32.000 habitants, dels quals entre 20.000 i 24.000 parlen gaèlic irlandès.

## Principals ciutats i viles a Conamara
- Ballyconneely - (Baile Conaola / Baile Mhic Chonghaile)
- Ballynahinch - (Baile na hInse)
- Carna - (Cárna)
- Carraroe - (An Cheathrú Rua)
- Claddaghduff - (An Cladach Dubh)
- Cleggan - (An Cloigeann)
- Clifden - (An Clochán)
- Inverin - (Indreabhán)
- Kilkieran - (Cill Chiaráin)
- Leenaun - (An Lionán / Leenane)
- Letterfrack - (Leitir Fraic)
- Lettermore - (Leitir Móir)
- Lettermullen - (Leitir Mealláin)
- Maum - (An Mám , also 'Maam')
- Recess - (Sraith Salach)[1]
- Renvyle - (Rinn Mhaoile)
- Rosmuc - (Ros Muc)
- Roundstone - (Cloch na Rón)
- Spiddal - (An Spidéal)